# Numerus Brittonum (Walldürn)

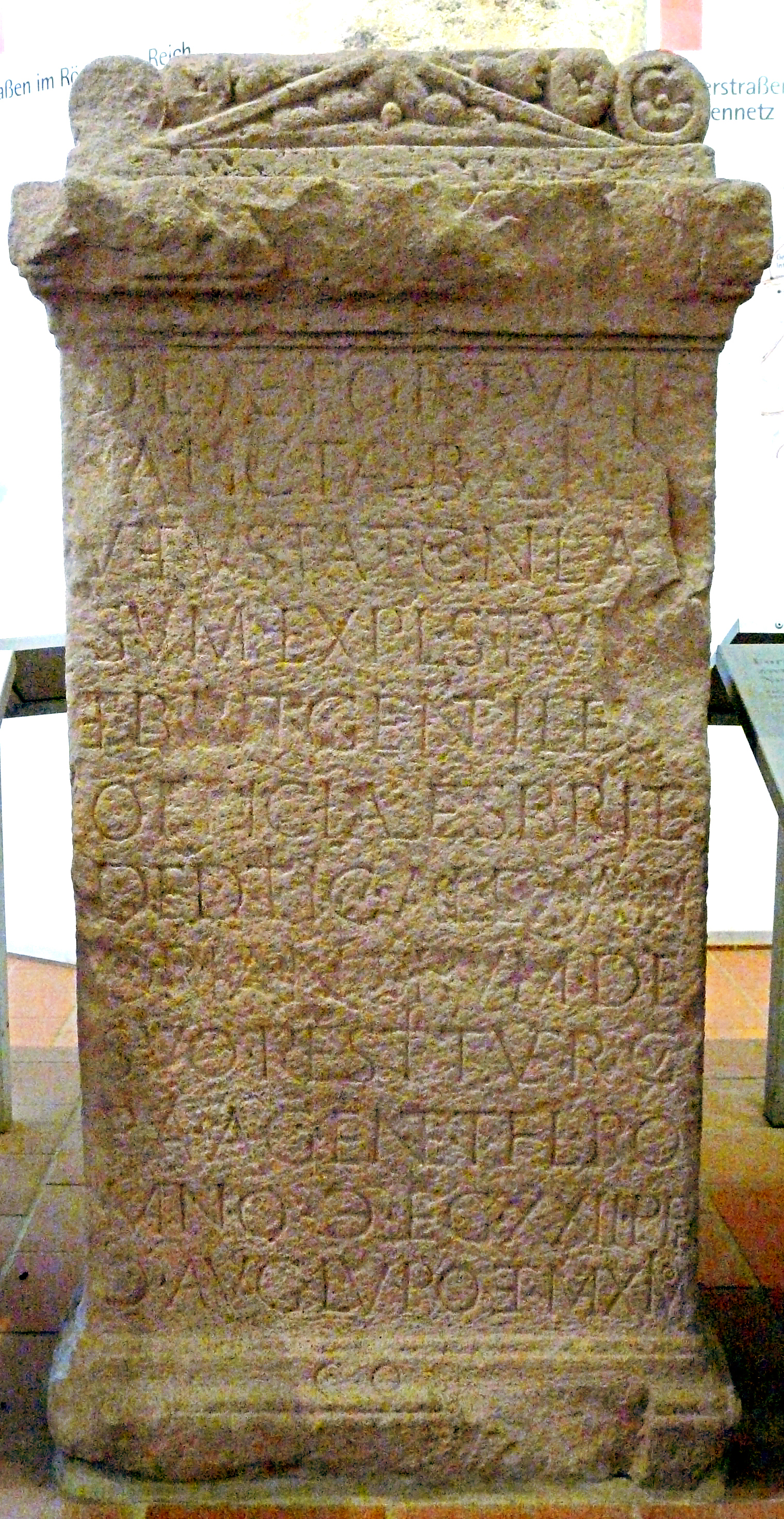
Die Inschrift

Der Numerus Brittonum (deutsch Numerus der Briten) war eine römische Auxiliareinheit. Sie ist durch eine Inschrift belegt.

## Namensbestandteile
- Brittonum: der Briten. Die Soldaten des Numerus wurden bei Aufstellung der Einheit in der Provinz Britannia rekrutiert.[A 2]

## Geschichte
Die Briten kamen wohl um 100 n. Chr. nach Germania superior, möglicherweise auch schon unter Domitian (81–96). Möglicherweise wurden die aus ihnen gebildeten Numeri am Neckar-Odenwald-Limes eingesetzt, bevor sie später (inschriftlich nachgewiesen) am so genannten Vorderen Limes stationiert wurden, um die hier bereits stationierten Auxiliareinheiten zu entlasten.
Der einzige Nachweis des Numerus beruht auf der Inschrift (CIL 13, 6592), die auf 232 datiert ist.

## Standorte
Standorte des Numerus in Germania superior waren möglicherweise:
- Kastell Walldürn: Die Inschrift (CIL 13, 6592) wurde hier gefunden.
- Kleinkastell Haselburg
- Kleinkastell Hönehaus
- Kleinkastell Rinschheim

## Angehörige des Numerus
Angehörige des Numerus sind nicht bekannt. In der Inschrift (CIL 13, 6592) steht, dass die aufgeführten Einheiten während der Bauarbeiten unter dem Kommando von T(itus) Fl(avius) Romanus, einem Centurio der Legio XXII Primigenia standen.

## Einheiten in der Inschrift
Sowohl die Anzahl als auch die Bedeutung der erwähnten Einheiten ist unsicher. Laut Tatiana Alexandrovna Ivleva sind bis zu vier verschiedene Einheiten denkbar:
- Expl(oratio) Stu(ri) oder Expl(oratores) Stu(ri): bei dieser Einheit könnte es sich auch um einen Numerus Brittonum Stu[] gehandelt haben.[A 5]
- Brit(tones) Gentiles
- Officiales Bri(ttonum)
- Deditic(iorum) Alexandrianorum